# Горшков, Василий Николаевич
Василий Николаевич Горшко́в (1920—1944) — командир отделения роты автоматчиков 575-го стрелкового полка 161-й стрелковой дивизии 40-й армии Воронежского фронта, младший лейтенант.

## Биография
Родился 17 декабря 1920 года в деревне Байгильды, ныне Дюртюлинского района Башкирии, в крестьянской семье. Образование неполное среднее. Работал в Байгильдинском трахоматозном медпункте.
В Красную Армию призван 3 мая 1941 года Дюртюлинским райвоенкоматом Башкирской АССР.
Участник Великой Отечественной войны с июня 1941 года.
Командир отделения роты автоматчиков 575-го стрелкового полка (161-я стрелковая дивизия, 40-я армия, Воронежский фронт) кандидат в члены ВКП(б) младший сержант Горшков В. Н. особо отличился 22 сентября 1943 года при форсировании реки Днепр у села Трахтемиров Каневского района Черкасской области Украины. Под ожесточённым артиллерийским и пулемётным огнём противника В. Н. Горшков вместе с отделением одним из первых переправил в лодке штурмовую группу автоматчиков и прочно закрепился на плацдарме. Затем переправил на западный берег вторую группу бойцов. Успешно отражая вражеские контратаки, В. Н. Горшков лично уничтожил 15 гитлеровцев. После этого он сделал ещё шесть рейсов на рыбацкой лодке под огнём противника, переправляя через реку раненых и боеприпасы.
Указом Президиума Верховного Совета СССР от 23 октября 1943 года за образцовое выполнение боевых заданий командования и проявленные мужество и героизм в боях с немецко-фашистскими захватчиками младшему сержанту Горшкову Василию Николаевичу присвоено звание Героя Советского Союза с вручением ордена Ленина и медали «Золотая Звезда» (№ 2020).
В 1944 году окончил курсы младших лейтенантов. Погиб 31 августа 1944 года, похоронен в селе Заречье Надворнянского района Ивано-Франковской области Украины.

## Награды
- Орден Ленина.
- Орден Отечественной войны 1-й степени (14.08.1944)[2].
- Орден Отечественной войны 2-й степени (18.09.1944)[4].
- Медали.

## Память
- В городе Дюртюли (Башкирия) установлен бюст Героя, там же его именем названы улица и молодёжный центр.
- В родной деревне В. Н. Горшкова открыт дом-музей.